# Chan Peng Soon
Chan Peng Soon, född den 27 april 1988 i George Town, är en malaysisk badmintonspelare.
Han tog OS-silver i mixeddubbel i samband med de olympiska badmintonturneringarna 2016 i Rio de Janeiro..